# Sammetstaggsvamp
Sammetstaggsvamp (Sarcodon martioflavus) är en svampart som först beskrevs av Snell, K.A. Harrison & H.A.C. Jacks., och fick sitt nu gällande namn av Rudolf Arnold Maas Geesteranus 1964. Sammetstaggsvamp ingår i släktet Sarcodon och familjen Bankeraceae.  Arten är reproducerande i Sverige. Inga underarter finns listade i Catalogue of Life.